# Juan Jesús Posadas Ocampo
 (juillet 2018).
Si vous disposez d'ouvrages ou d'articles de référence ou si vous connaissez des sites web de qualité traitant du thème abordé ici, merci de compléter l'article en donnant les références utiles à sa vérifiabilité et en les liant à la section « Notes et références ».
Pour les articles homonymes, voir Ocampo.
Juan Jesús Posadas Ocampo, né le 10 novembre 1926 à Salvatierra (en), au Mexique, et tué le 24 mai 1993 à Guadalajara, au Mexique, est un cardinal mexicain, archevêque de Guadalajara de 1987 à son assassinat.

## Biographie

### Prêtre
Juan Jesús Posadas Ocampo est ordonné prêtre le 23 septembre 1950 pour le diocèse de Morelia.

### Évêque
Nommé évêque de Tijuana le 21 mars 1970, il est consacré le 14 juin suivant par Manuel Martín del Campo y Padilla (es) avec comme co-consécrateurs Alfredo Galindo Mendoza et Román Acevedo Rojas (de)
Il devient évêque de Cuernavaca le 28 décembre 1982, puis archevêque de Guadalajara le 15 mai 1987. 

### Cardinal
Il est créé cardinal par le pape Jean-Paul II lors du consistoire du 28 juin 1991 avec le titre de cardinal-prêtre de Nostra Signora di Guadalupe e S. Filippo Martire.

## Succession apostolique
Juan Jesús Posadas Ocampo a ordonné les évêques suivants :
- Archevêque José Guadalupe Martín Rábago (es) (1992)
- Évêque Javier Navarro Rodríguez (es) (1992)

## Meurtre
Le 24 mai 1993, alors qu'il s'apprête à accueillir le nonce apostolique (en) à l'aéroport de Guadalajara en compagnie d'un autre cardinal, il est tué. Officiellement, l'enquête, menée au début par le général José Gutiérrez Rebollo, déterminera qu'il aurait été la victime d'une balle perdue lors d'un affrontement entre cartels, en particulier entre les hommes de Ramon Arellano Felix (en), à la tête du cartel de Tijuana, et Joaquin Guzman et Hector Palma Salazar (en), à la tête du cartel de Sinaloa. Certains, dont les autorités de l'État de Jalisco, ont cependant émis des doutes, affirmant que le cardinal aurait été délibérément assassiné. Gutiérrez Rebollo, qui sera nommé à la tête de la lutte anti-stupéfiants en 1996, fut arrêté en 1997 et condamné pour corruption et liens avec le cartel de Juarez, ce qui ne renforça pas la crédibilité de son enquête.

## Dans la culture
- Dans le livre La Griffe du chien de l'écrivain américain Don Winslow, paru en 2005, le personnage du Père Juan Parada est basé en partie sur la vie et la mort de Juan Jesús Posadas Ocampo.
- L'assassinat du cardinal est évoqué dans la troisième saison de la série Narcos: Mexico.